# Epinephelus analogus
Az Epinephelus analogus a sugarasúszójú halak (Actinopterygii) osztályának sügéralakúak (Perciformes) rendjébe, ezen belül a fűrészfogú sügérfélék (Serranidae) családjába tartozó faj.

## Előfordulása
Az Epinephelus analogus előfordulási területe a Csendes-óceán keleti fele az észak-amerikai kontinens közelében. Kalifornia déli részétől egészen Peruig található meg. A Kaliforniai-öböl északi felén a leggyakoribb kisméretű fűrészfogú sügérnek számít. További állományai élnek a Revillagigedo-, a Clipperton- és a Galápagos-szigetek körül.

## Megjelenése
Ez a halfaj elérheti a 114 centiméteres hosszúságot és a 22,3 kilogrammos testtömeget is. A hátúszóján 10 tüske és 16-18 sugár van, míg a farok alatti úszóján 3 tüske és 8 sugár látható. Az alapszíne általában halvány vörösesbarna, számos sötétbarna pontozással. A testen öt függőleges, nagyon halvány sáv van. A hasúszói rövidebbek, mint a mellúszói; a farokúszója lekerekített.

## Életmódja
Trópusi, tengeri hal, amely a korallzátonyokon vagy azok közelében él. 50 méteres mélységben, vagy talán ennél mélyebben is élhet. Tápláléka főleg rákokból és kisebb csontos halakból tevődik össze. Télen a partok közelébe húzódik, ahol a Pleuroncodes planipes nevű rák rajaival táplálkozik.

## Felhasználása
A halászata csak kisebb mértékű. Főleg a helybéli halászok - táplálkozási célokból -, vagy pedig a sporthorgászok fogják ki. A városi akváriumokban is látható.